# 로저 셰퍼드

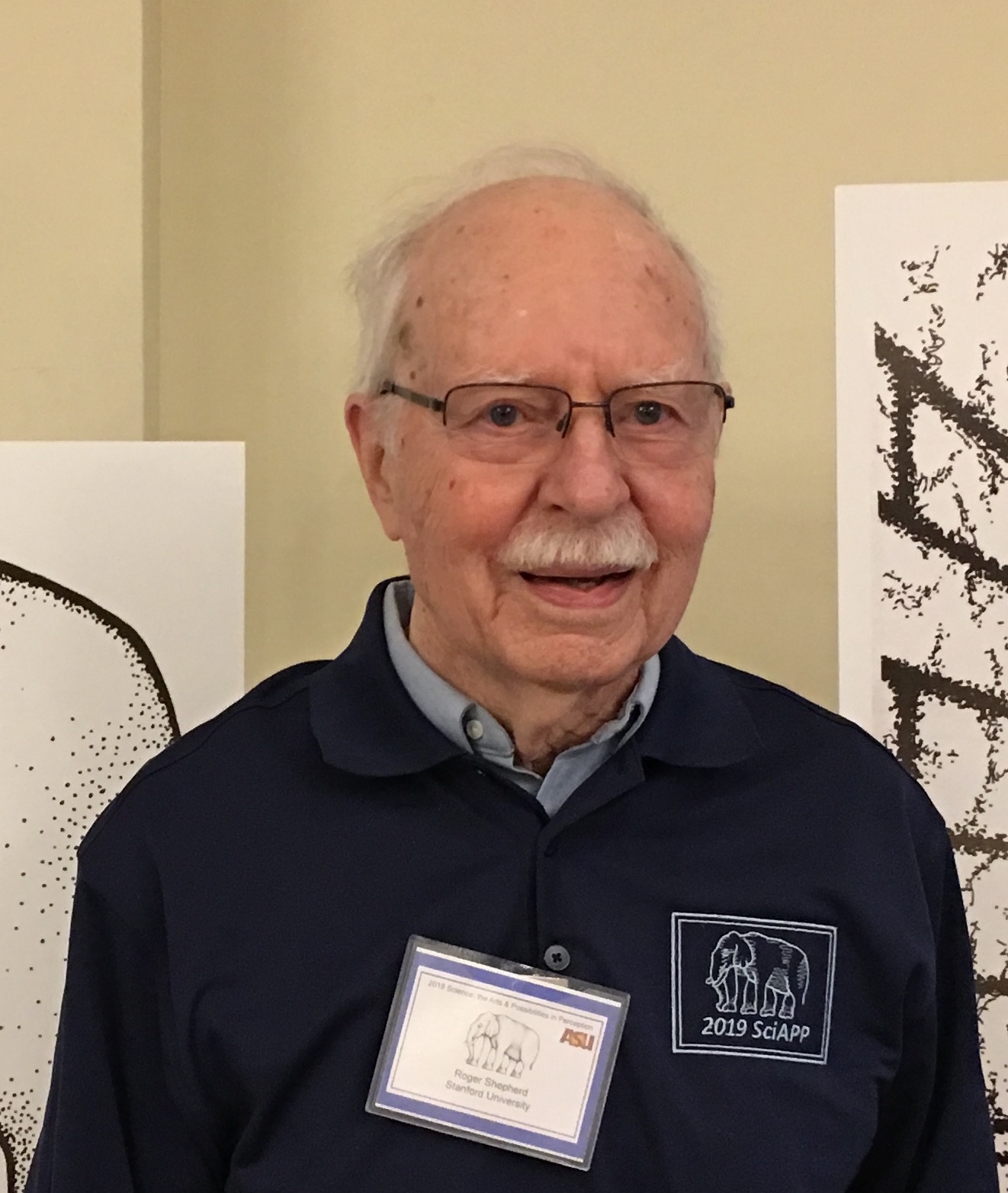

로저 셰퍼드(Roger Shepard, 본명: 로저 뉴랜드 셰퍼드, Roger Newland Shepard, 1929년 1월 30일 ~ 2022년 5월 30일)는 미국의 인지 과학자이자 "보편적 일반화 법칙"(universal law of generalization, 1987)의 저자였다. 공간 관계 연구의 아버지로 여겨졌다. 정신 회전을 연구했으며 인간이 이해할 수 있는 그래픽 형식으로 특정 종류의 통계 데이터를 표현하는 방법인 비계량적 다차원 척도법의 창시자였다. 셰퍼드 테이블이라는 착시 현상과 셰퍼드 음이라는 청각 착시 현상이 그의 이름을 따서 명명되었다.

## 같이 보기
- 마우리츠 코르넬리스 에셔